# Taux de transformation
Le taux de transformation ou taux de conversion (en anglais : conversion rate) est un ratio utilisé tout particulièrement dans le marketing sur Internet. Il représente la proportion d’achats sur un site web donné par rapport au nombre de visiteurs uniques ayant parcouru le site.
Certaines entreprises utilisent différents ratios pour étudier les résultats de leurs sites. Différentes activités sur le site (téléchargement d’un logiciel en essai,  demande d’informations,…) divisent le nombre de commandes et les ratios ainsi obtenus représentent les contributions particulières aux résultats des ventes.
Pour que ces données soient une bonne représentation de la réalité, il est primordial que le site ne propose pas de possibilité de commandes par un autre type de support. (Par exemple, visite du site web mais ensuite commande par courrier qui fausse le taux vu que la commande ne sera pas considérée comme provenant de la visite du site Internet…)
Le taux de transformation d'un site web peut être optimisé, notamment grâce au testing, plus communément appelé test A/B (technique qui consiste à comparer différentes versions de pages d'un site internet). 